# Museo postale di Malta
Il Museo postale di Malta (in maltese Mużew tal-Posta ta' Malta e in inglese Malta Postal Museum) è un museo postale situato a La Valletta, capitale di Malta. È gestito da MaltaPost, il servizio postale del paese e proprietario del museo.

## Storia

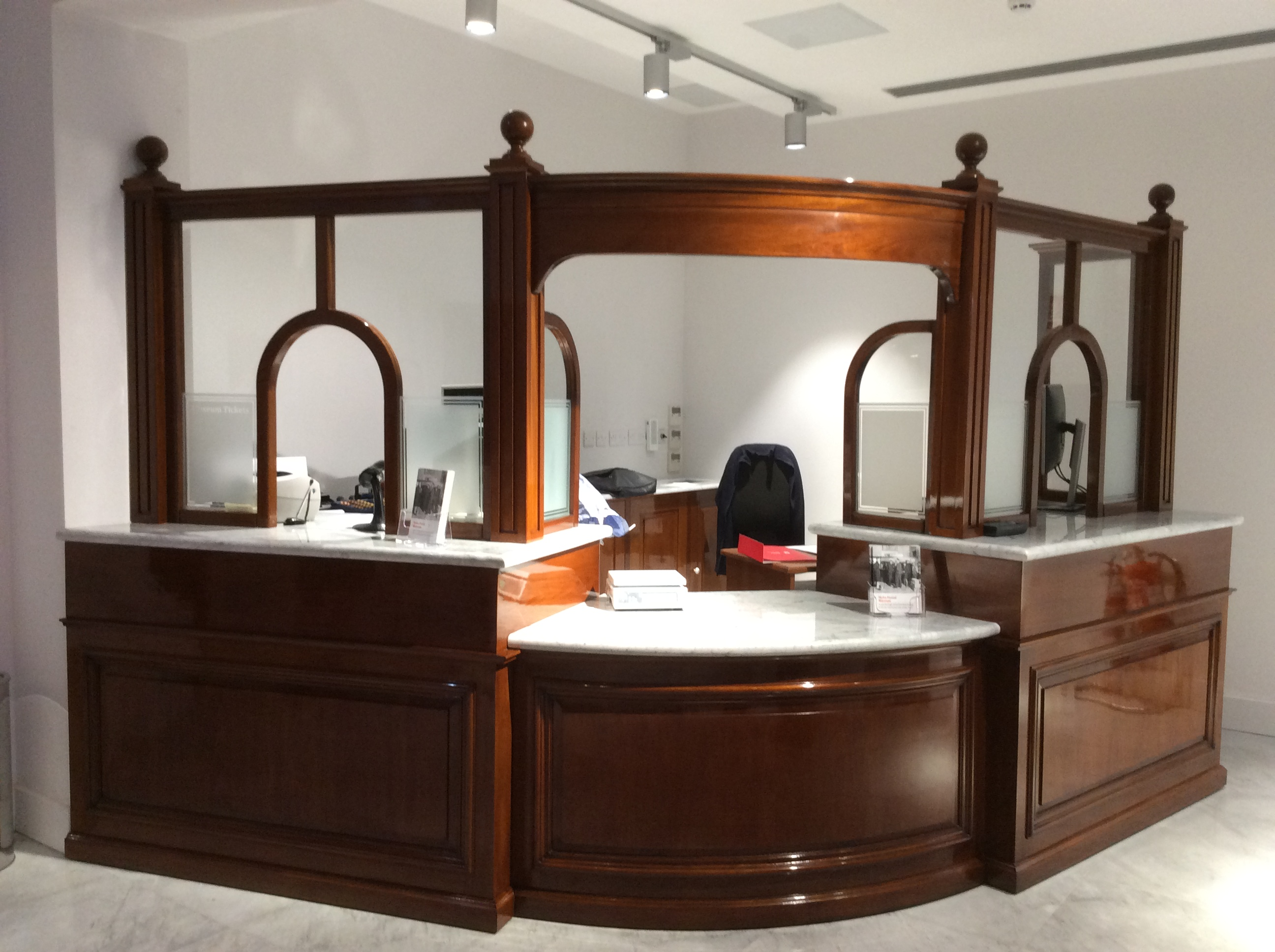
La reception del Museo postale di Malta replicante uno sportello postale

Il museo è stato inaugurato il 17 giugno 2016 dal presidente di Malta Marie Louise Coleiro Preca e nello stesso giorno il francobollo commemorativo dell'inaugurazione è stato esposto nell'Ufficio Filatelico di Marsa. Il museo ospita anche un ufficio postale pienamente operativo ed è sostenuto finanziariamente dal Fondo europeo per lo sviluppo regionale.

## Sede

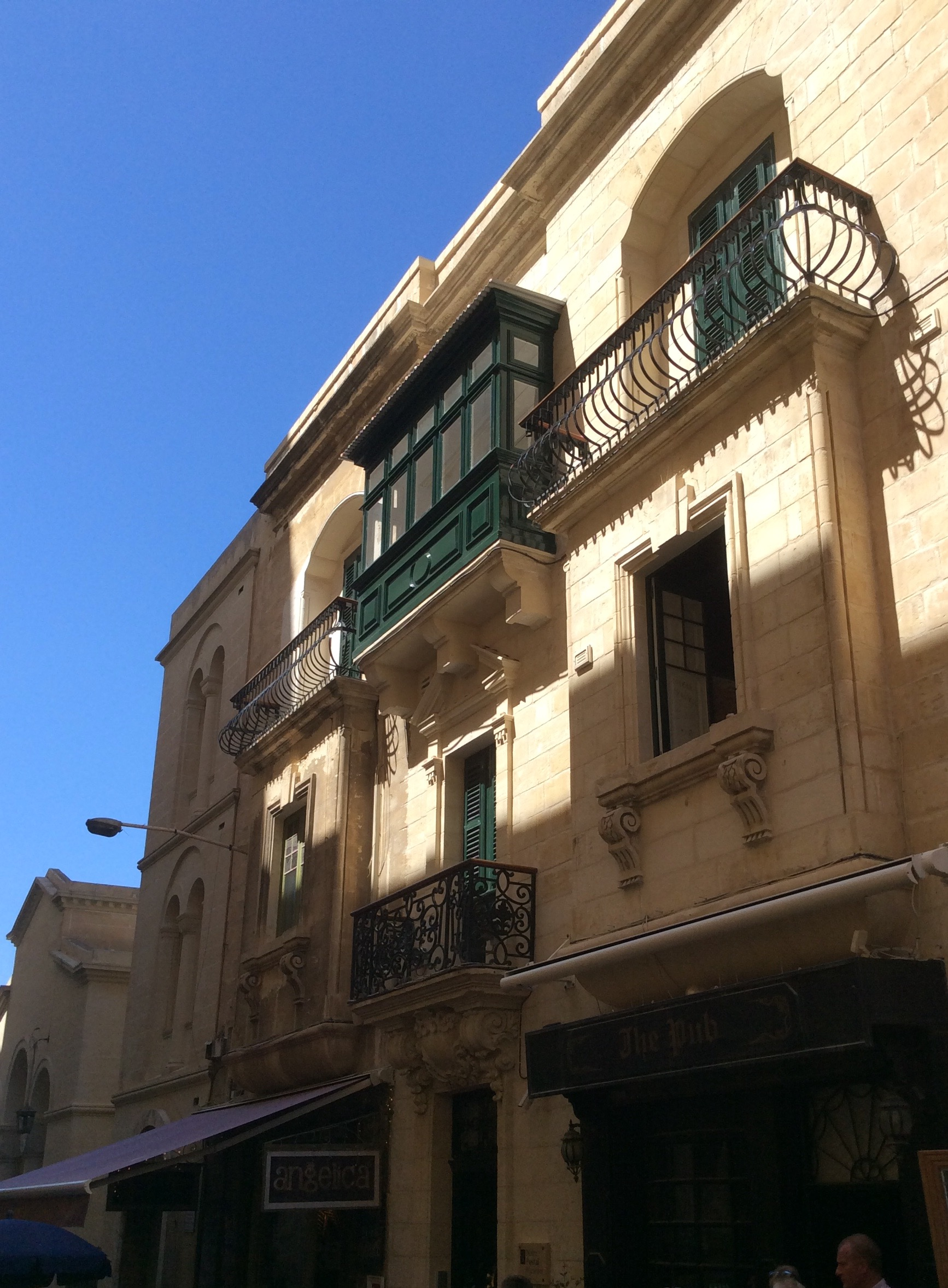
L'edificio che ospita il Museo postale di Malta

Il servizio postale di Malta, MaltaPost, annunciò nel settembre del 2010 di voler aprire un museo per ospitare il patrimonio postale del paese. Due anni dopo il MEPA (l'Autorità per l'ambiente e la pianificazione di Malta) convertì l'edificio n. 135 di Archbishop Street a La Valletta da luogo residenziale a luogo museale. Originariamente l'edificio ospitava la residenza di Caterina Vitale (1566-1619), un'aristocratica greca deceduta a Siracusa, che fu la prima donna farmacista di Malta, facente parte dell'Ordine dei Cavalieri di San Giovanni.
L'edificio fu distrutto da un bombardamento aereo durante la seconda guerra mondiale, nel 1942, ed è stato restaurato nel 1947 con la progettazione dell'architetto Giuseppe Cachia Caruana (1894-1981). Dopo il restauro divenne un edificio residenziale a tre piani e, poco prima della fondazione del museo postale, venne aggiunto un quarto piano nel 2011.

## Esposizione

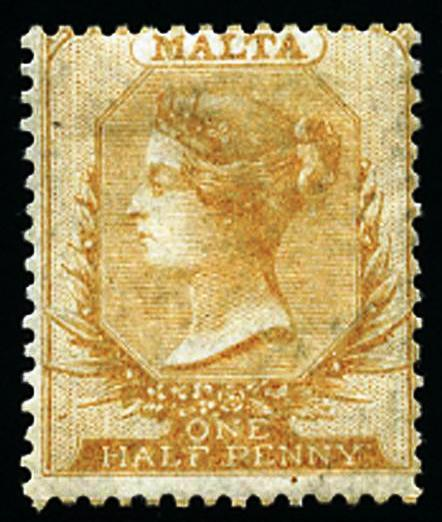
LHalfpenny yellow, il primo francobollo emesso a Malta, il 1º dicembre 1860, ritraente Vittoria del Regno Unito

Il Museo postale di Malta ospita nella sua esposizione permanente documenti, veicoli e oggetti relativi alla storia postale di Malta che va dal XVI secolo fino ai giorni nostri. Altri pezzi molto importanti della collezione del museo sono i francobolli maltesi emessi dal 1860 al 2010, che espongono i 150 anni della storia filatelica maltese ed è anche esposto il primo francobollo di Malta. L'esposizione del museo è organizzata in modo tale da mostrare il ruolo svolto dai servizi postali maltesi nei vari periodi storici e il museo ospita anche un negozio di articoli da regalo e una sezione per bambini.
La prima esposizione del museo ospitò i francobolli realizzati dall'artista Emvin Cremona, il più famoso disegnatore di francobolli maltese. Tra i vari francobolli realizzati dall'artista, ce ne sono alcuni realizzati per commemorare l'indipendenza
di Malta dal Regno Unito del 1964.

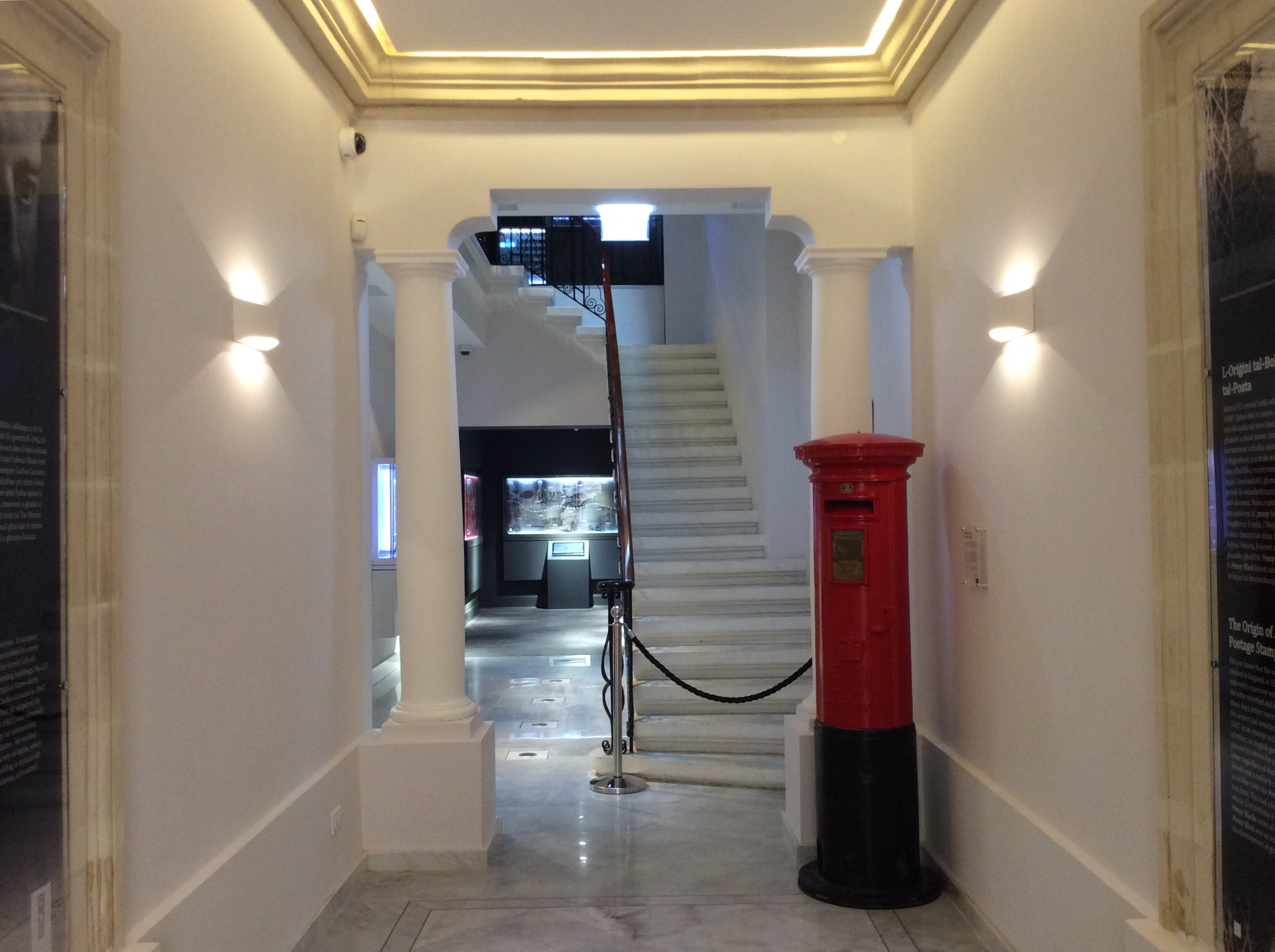
L'ingresso del museo

Nel 2014 il Postal Heritage Trust ha donato un furgone d'epoca Royal Mail, una cassetta delle lettere a colonna, una cassetta delle lettere a muro e delle uniformi da postino da aggiungere all'esposizione nel museo, all'interno del quale vengono spesso organizzate esposizioni temporanee, che vengono ospitate nelle due gallerie apposite dell'edificio.